# Kurt Graulich
Kurt Graulich  (geboren 7. November 1949 in Offenbach am Main) ist ein deutscher Verwaltungsjurist.

## Leben
Kurt Graulich besuchte die Humboldt-Schule und das neusprachliche Gymnasium Rudolf-Koch-Schule in Offenbach. Ab 1968 studierte er Rechtswissenschaften an der Johann Wolfgang Goethe-Universität in Frankfurt, wo er 1973 die 1. Juristische Staatsprüfung ablegte. Im Anschluss ging er in den Juristischen Vorbereitungsdienst im Bezirk des Landgerichts Darmstadt und legte 1976 die 2. Juristische Staatsprüfung in Wiesbaden ab.
Im April 1976 begann er seine berufliche Tätigkeit als Staatsanwalt in Darmstadt, in der Folge wechselten Tätigkeiten in Gerichten und im Justizministerium. Er trat 1970 in die SPD ein und war im SPD-Bezirk Hessen-Süd zwanzig Jahre lang bis 2008 Vorsitzender der Arbeitsgemeinschaft sozialdemokratischer Juristinnen und Juristen (ASJ).
Graulich wurde 1979 zum Richter am Verwaltungsgericht Frankfurt am Main ernannt und war zeitweilig an den Verwaltungsgerichtshof Kassel abgeordnet. Er wurde 1983 an der Johann Wolfgang Goethe-Universität in Frankfurt a. M. zum Doktor der Rechte promoviert. (Thema der Dissertation: Die Zustimmungsbedürftigkeit der Änderung, Verlängerung und Aufhebung von Gesetzen und Rechtsverordnungen) Im Dezember 1991 wurde er als Leitender Ministerialrat an das Hessische Ministerium der Justiz in das Personalreferat versetzt. Der Oppositionsführer und CDU-Fraktionsvorsitzende Roland Koch warf ihm seinerzeit in einem parlamentarischen Untersuchungsausschuss lügenhaftes Verhalten vor.
Im Jahr 1999 wurde er zum Richter am Bundesverwaltungsgericht ernannt, wo er dem 6. Revisionssenat angehörte. Er war dort mit Wehrpflichtrecht, Polizei- und Ordnungsrecht, dem Recht der Nachrichtendienste sowie mit Presse- und Rundfunkrecht befasst. Im Februar 2015 wurde er aus Altersgründen in den Ruhestand versetzt.
Graulich ist  Mitherausgeber und Autor eines Kommentars zum Sicherheitsrecht des Bundes sowie Mitautor eines Kommentars zum Telekommunikationsrecht. Er schreibt auch in der Zeitschrift der Humanistischen Union vorgänge. Zeitschrift für Bürgerrechte und Gesellschaftspolitik. Graulich wird mit der Äußerung zitiert, dass „Geheimdienste eine Strapaze für das Prinzip des demokratischen Rechtsstaates“ seien. Er ist außerdem praktizierender Zen-Buddhist und übersetzte das Diamant-Sutra ins Deutsche.
Im Juli 2015 wurde er von der Bundesregierung zum NSA-Sonderermittler bestimmt. Er soll die Selektorenlisten im Rahmen der globalen Überwachungs- und Spionageaffäre für den NSA-Untersuchungsausschuss einsehen. Im November 2015 wurde ihm vorgeworfen, wichtige rechtliche Einschätzungen aus einem BND-Papier abgeschrieben zu haben.

## Schriften (Auswahl)
- Die Zustimmungsbedürftigkeit der Aufhebung, Verlängerung und Änderung von Gesetzen und Rechtsverordnungen. Frankfurt (Main), Univ., Diss., 1983
- Wehrdienst – Zivildienst – Pflichtdienst – Der rechtliche und historische Rahmen.  Hofgeismarer Vorträge ; Bd. 27, Hofgeismar : Evang. Akademie, 2005
- mit Dieter Simon (Hrsg.): Terrorismus und Rechtsstaatlichkeit – Analysen, Handlungsoptionen, Perspektiven, Berlin 2007, Akademie Verlag, ISBN 978-3-05-004306-7
- Beitrag in: Wolf-Rüdiger Schenke u. a. (Hrsg.): Sicherheitsrecht des Bundes. München : Beck, 2014